# Плодови гнева
Плодови гнева је роман америчког књижевника Џона Стајнбека објављен 1939. године. У Србији је преведен наредне, 1940. године.
Књига је добила Националну награду за књигу и Пулицерову награду за белетристику, а истакнуто је цитирана када је Стајнбек добио Нобелову награду 1962. године.
Радња је смештена у време Велике депресије, роман се фокусира на Џоудс, сиромашну породицу фармера под закупом који имају економске потешкоће и на које утичу промене у пољопривредној индустрији и банковне заплене су присиљавале фармере закупце да остану без посла. Због њихове готово безнадежне ситуације, а делом и зато што су заробљени у посуди за прашину, Џоудси су кренули у Калифорнију заједно са хиљадама других „Окија“ (људи из Оклахоме) тражећи послове, земљу, достојанство и будућност.
Плодови гнева се често чита на часовима књижевности у америчким средњим школама и на факултетима због свог историјског контекста и трајног наслеђа. Прослављена холивудска филмска верзија, у којој глуми Хенри Фонда и коју је режирао Џон Форд, објављена је 1940. године.

## Радња романа
Нарација почиње непосредно након што је Том Џоуд условно пуштен из затвора Мекалистер, где је био затворен након што је осуђен за убиство у самоодбрани. Док стопира до своје куће близу Салисава у Оклахоми, Том упознаје бившег проповедника Џима Кејсија, кога се сећа из детињства, и њих двоје путују заједно. Када стигну у Томову фарму из детињства, затекну је напуштену. Узнемирени и збуњени, Том и Кејси виде свог старог комшију, Мули Грејвса, који им каже да је породица отишла да одседне у кући стрица Џона Џоуда у близини. Грејвс им каже да су банке иселиле све фармере. Они су се одселили, али он одбија да напусти то подручје.
Следећег јутра, Том и Кејси иду код стрица Џона. Том проналази његову породицу како утоварује преосталу имовину у Хадсон лимузину претворену у камион; са њиховим усевима уништеним у пешчаним олујама, породица није имала да отплати своје банковне кредите, а њихова фарма је узела банка. Породица не види другу опцију осим да тражи посао у Калифорнији, која је у описана као плодна и нуди високу плату. Џоудси су уложили све што имају у путовање. Иако би одлазак из Оклахоме прекршио његову условну слободу, Том одлучује да је вредно ризика и позива Кејсија да се придружи њему и његовој породици.
Путујући ка западу путем 66, породица Џоуд налази да је пут препун других миграната. У импровизованим камповима, чују многе приче од других, неке се враћају из Калифорније, а група се брине да Калифорнија можда неће бити толико исплатива као што се сугерише. Породица се губи на путу: деда умире на путу, а сахрањују га у пољу; бака умире близу државне границе Калифорније; и Ноа (најстарији син Џоада) и Кони Риверс (муж трудне Џоудове ћерке, Роуз од Шарона) напуштају породицу. Предвођени мајком, преостали чланови схватају да морају да наставе даље, јер им ништа није преостало у Оклахоми.
Стигавши до Калифорније, налазе да је држава преопскрбљена радном снагом; плате су ниске, а радници експлоатисани до гладовања. Велики корпоративни фармери су у дослуху, а мањи фармери пате од пада цена. Сва полиција и државни органи су на страни узгајивача. У првом кампу за мигранте у Хувервилу у који се заустављају у Калифорнији, Кејси обара заменика шерифа који се спрема да убије радника у бекству који је упозорио друге да регрутатор који путује са полицајцем неће исплатити плату коју обећава. Видпач камп, један од чистих, комуналних кампова којима управља Управа за пресељење, агенција Нев Дил, нуди боље услове, али нема довољно ресурса да се брине о свим породицама у невољи, а не обезбеђује им ни посао ни храну. Ипак, као савезни објекат, камп штити мигранте од узнемиравања локалних послодаваца.
Као одговор на експлоатацију, Кејси постаје организатор рада и покушава да регрутује људе за раднички синдикат. Џоудсови налазе посао као штрајкбрејкери у воћњаку брескви. Пошто сви беру већи део дана, и даље су плаћени довољно да обезбеде основну вечеру за ноћ и нешто хране за следећи дан. Следећег јутра из плантаже брескве саопштавају да је плата за убрано воће смањена за половину. Кејси је укључен у штрајк који постаје насилан. Када Том буде сведок Кејсијевог фаталног премлаћивања, убија нападача и бежи. Породица тихо напушта воћњак да раде на фарми памука, где Том остаје у опасности да буде ухапшен, а можда и линчован, због убиства.
Знајући да мора да напусти ту област или ризикује да буде ухваћен и његова породица стављена на црну листу да ради, Том се опрашта од мајке и заклиње се да ће радити за потлачене. Остатак породице наставља да бере памук и удружује своје дневнице како би могли да купују храну. Роуз рађа мртво новорођенче. Мајка остаје непоколебљива и присиљава породицу да преброди тугу. Са зимским кишама, дом породице је поплављен, а аутомобил онеспособљен, те се селе на више тло. У последњем поглављу књиге, породица се склонила од поплаве у стару шталу. Унутра проналазе дечака и његовог оца, који умире од глади. Мајка схвата да постоји само један начин да спасе човека. Она гледа Роуз и тихо разумевање пролази између њих. Роуз, која је остала сама са човеком, одлази до њега и даје му да пије њено мајчино млеко.

## Ликови
- Том Џоуд: протагониста приче; други син породице, назван по његовом оцу. Касније, Том преузима улогу главе породице, иако је млад.
- Мајка Џоуд: матријарх породице Џоуд. Практична и срдачна, покушава да одржи породицу на окупу. Њено име се никад не сазна; сугерише се да је њено девојачко презиме било Хазлет.
- Тата Џоуд: патријарх породице Џоад, такође по имену Том, 50 година. Вредни сељак и породичан човек. Тата постаје сломљен човек након што изгуби средства за живот и средства за издржавање породице, приморавајући мајку да води породицу.
- Стриц Џон: Тата Џоудов старији брат (Том га описује као „дечака од око 60“, али у нарацији је описан као 50). Осећа се кривим због смрти своје младе жене годинама раније и склон је пијанкама које укључују алкохол и проститутке, али је великодушан са својом робом.
- Џим Кејси: бивши проповедник који је изгубио веру. Он је фигура налик Христу, заснована на Стајнбековом пријатељу Еду Рикетсу.
- Ал Џоуд: трећи најмлађи син Џоуда, „паметни шеснаестогодишњак“ који брине углавном о аутомобилима и девојчицама; угледа се на Тома, али почиње да проналази свој пут.
- Роуз Шарон Џоуд Риверс: најстарија ћерка Џоуд, детињаста и сањива тинејџерка, 18 година, која се развија у зрелу жену. Трудна на почетку романа, она на крају рађа мртворођену бебу, вероватно због неухрањености.
- Кони Риверс: Роузин муж. Деветнаестогодишњак и наиван, преплављен је браком и предстојећим очинством. Он напушта своју жену и породицу Џоуд убрзо након што стигну у Калифорнију.
- Ноа Џоуд: најстарији син Џоудса, он је први који је напустио породицу, у близини Нидлеса у Калифорнији, планирајући да живи од пецања на реци Колорадо. Повређен при рођењу и описан као "чудан", можда има благе потешкоће у учењу.
- Деда Џоуд: Томов деда, који изражава снажну жељу да остане у Оклахоми. Његово пуно име је „Вилијам Џејмс Џоуд“. Породица дрогира деду "смирујућим сирупом" како би га натерала да оде са њима у Калифорнију, али он умире прве вечери на путу. Кејси своју смрт приписује можданом удару, али каже да деда „само ’остаје’ са ланом. Није могао да га напусти“.
- Бака Џоуд: религиозна жена; она губи вољу за животом после његове смрти. Умире док породица прелази пустињу Мохаве.
- Рути Џоуд: најмлађа ћерка, 12 година. Показано је да је безобзирна и детињаста. Док се свађа са другим дететом, она открива да се Том крије.
- Винфилд Џоуд: најмлађи син, 10 година. Он је "дивљи клинац".
- Џим Ровли: Он управља кампом и показује изненађујућу наклоност породици.
- Мули Грејвс: сусед Џоудса. Позван је да дође са њима у Калифорнију, али одбија. Породица код њега оставља два своја пса; трећег пса узимају, али га убије аутомобил током њиховог путовања.
- Ајви Саири Вилсон: мигрантски пар из Арканзаса који присуствује смрти деде и заједно путују до границе државе Калифорнија.
- Господин Вејнрајт: колега радник на фарми памука у Калифорнији; он је муж госпође Вејнрајт.
- Госпођа Вејнрајт: мајка Аги и жена господина Вејнрајта. Она помаже да се породи Роуз.
- Аги Вејнрајт: шеснаестогодишња ћерка господина и госпође Вејнрајт. Касно у роману, она и Ал Џоуд објављују намеру да се венчају.
- Флојд Ноулс: човек у Хувервилу, где Џоудси прво одседају у Калифорнији, који позива Тома и Кејсија да се придруже радничким организацијама. Његова агитација доводи до тога да Кејси буде затворен.

## Верско тумачење романа
Многи научници су приметили Стајнбекову употребу хришћанских слика у оквиру Плодова гнева. Највеће импликације леже на Тома и Џима Кејсија, који се у одређеним интервалима унутар романа тумаче као фигуре сличне Христу. Ова двојица се често тумаче заједно, при чему Кејси представља Исуса Христа у раним данима његове службе, све до његове смрти, што се тумачи као представљање Христове смрти. Одатле, Том преузима власт, устаје уместо Кејсија као лик Христа који је устао из мртвих.
Међутим, религиозне слике нису ограничене на ова два лика. Научници су редовно проверавали друге ликове и тачке заплета у роману, укључујући мајку и Роуз, њено мртворођено дете и стрица Џона. У чланку који је први пут објављен 2009. Кен Екерт је чак упоредио кретање миграната на запад као обрнуту верзију бекства робова из Египта у Егзодусу. Многа од ових екстремних тумачења произилазе из Стајнбекових сопствених документованих веровања, које сам Екерт назива „неортодоксним“.
Леонард А. Сладе излаже поглавља и како она представљају робове који беже из Египта. Наводи се: „Поглавља од 1 до 10 одговарају ропству у Египту (где банке и земљишне компаније имају улогу фараона), и пошастима (суша и ерозија); поглавља од 11. до 18. до Изласка и путовања кроз пустињу (при чему стари људи умиру); и поглавља од 19. до 30. насеља у Обећаној земљи – Калифорнији, чији су становници непријатељски расположени... формулишу етичке кодексе (у владиним логорима)”. Још једно религиозно тумачење које Слејд износи у својим списима је сам наслов, који каже: „Наслов романа се, наравно, односи на линију: Он гази бербу у којој су плодови гнева похрањени у чувеној „Битки“ Џулије Ворд Хау. -Химна Републике'. Очигледно, онда наслов сугерише, штавише, та прича постоји у хришћанском контексту, што указује на то да треба очекивати да пронађемо неко хришћанско значење'.“ Ова два тумачења Слејда и других научника показују колико се религиозних аспеката може протумачити из многих религијских аспеката. Заједно са њим, други научници проналазе тумачења у ликовима Роуз Шерон и њеног мртворођеног детета, Џима Кејсија и његове фигуре налик Христу.

## Развој романа
Познато је да је Стајнбек позајмио делове из теренских белешки које је током 1938. године направила радница Управе за безбедност фарми и ауторка Санора Баб. Док је прикупљала личне приче о животима расељених миграната за роман који је развијала, њен супервизор, Том Колинс, поделио је њене извештаје са Стајнбеком, који је у то време радио као новинар. Њен сопствени роман, Чија су имена непозната, "помрачен" је 1939. успехом Плодова гнева и одложен је док није коначно објављен 2004. године, годину дана пре њене смрти.
Плодови гнева настао је из Плодови цигана, серије од седам чланака који су објављени у San Francisco News од 5. до 12. октобра 1936. Новине су наручиле рад на радницима мигрантима са Средњег запада у калифорнијској пољопривредној индустрији.
Средином јануара 1939, три месеца пре објављивања Грожђа гнева, Стајнбек је написао дуго писмо Паскалу Ковичију, свом уреднику у Викинг пресу. Желео је да Човичи посебно разуме ову књигу, да цени оно што је намеравао. И тако је закључио изјавом која би сама по себи могла да послужи као предговор: „Све време сам покушавао да натерам читаоца да учествује у стварности, оно што из ње узме биће скалирано према његовој сопственој дубини и плиткости. Постоји пет слојева у овој књизи, читалац ће пронаћи онолико колико може и неће наћи више него што има у себи.“[13]

## Наслов
Док је писао роман у свом дому, у данашњем Монте Серену, у Калифорнији, Стајнбек је имао необичних потешкоћа у осмишљавању наслова. Плодови гнева, које је предложила његова супруга Керол Стајнбек, је аутор сматрао прикладнијим од било чега.
Ови текстови се односе на библијски одломак Откривење 14:19–20, апокалиптични позив на божанску правду и ослобађање од угњетавања на коначном суду. Овај и други библијски одломци инспирисали су дугу традицију сликања Христа у винској преси, у разним медијима. Одломак гласи:
И анђео баци срп свој у земљу, и сабра лозу земаљску, и баци га у велику пресу гнева Божијег. И преса се газила изван града, и крв је потекла из преса, чак до коњских узда, на хиљаду и шест стотина стадија.
Фраза се такође појављује на крају поглавља 25 у његовој књизи, која описује намерно уништавање хране да би се цена одржала високом:
[А]и у очима гладних расте гнев. У душама људи пуни се и отежавају грожђе гнева, све теже за бербу.

Слика на коју се позива наслов служи као кључни симбол у развоју како радње, тако и већих тематских брига романа: из ужасне пресе угњетавања пешчаних олуја ће доћи страшни гнев, али и избављење радника кроз њихову сарадњу. Ово је сугерисано, али није реализовано у роману.

## Белешка аутора
Када се припремао да напише роман, Стајнбек је написао: „Желим да ставим ознаку срама на похлепна копилад која су одговорна за ово [Велику депресију и њене последице]“. Познато је да је рекао: „Учинио сам све што сам могао да покидам нерве читаоца у крпе. Његово дело је добило велику пажњу међу радничком класом, због симпатија према мигрантском и радничком покрету и приступачног прозног стила.

## Критике
Џон Тимерман сумира утицај књиге: „Плодови гнева може бити роман о коме се најтемељније расправља – у критици, рецензијама и у учионицама на факултетима – америчке књижевности 20. века.“
У време објављивања, Стајнбеков роман „био је феномен на националном нивоу. Био је јавно забрањен и спаљен од стране грађана, о њему се расправљало на националном радију; али пре свега, читан је”. Према The New York Times, то је била најпродаванија књига из 1939. године, а до фебруара 1940. штампано је 430.000 примерака. Истог месеца, освојила је Националну награду за књигу, омиљену белетристику из 1939. године, за коју су гласали чланови Америчког удружења продаваца књига. Убрзо је добио Пулицерову награду за белетристику, а издање за оружане снаге је доживело два штампања.
Књига је била позната по Стајнбековом страственом приказу невоље сиромашних, а многи његови савременици су нападали његове друштвене и политичке ставове. Брајан Кордијак је написао: „Стајнбек је нападнут као пропагандиста и социјалиста и са леве и са десне стране политичког спектра. Најжешћи од ових напада дошао је од Удружења пољопривредника из Калифорније; они су били незадовољни приказом калифорнијских фармера у књизи ' ставова и понашања према мигрантима. Они су књигу прозвали 'чопором лажи' и назвали је 'комунистичком пропагандом'". Неки су тврдили да је његов роман пун нетачности. У својој књизи Уметност фикције (1984), Џон Гарднер је критиковао Стајнбека зато што не зна ништа о калифорнијским фармерима: „Сведочите Стајнбеков неуспех у Плодовима гнева. Требало је да буде једна од великих америчких књига...[С]тајнбек написао није сјајан и чврст роман, већ разочаравајућу мелодраму у којој се комплексно добро супротставља неублаженом, невероватном злу.“ Други су оптужили Стајнбека да преувеличава услове у кампу да би направио политичку поенту. Он је посетио логоре много пре објављивања романа и тврдио је да је њихова нехумана природа уништила дух досељеника.
Комитет за Нобелову награду је 1962. поменуо Плодове гнева као „велико дело“ и као један од главних разлога комитета за доделу Нобелове награде за књижевност Стајнбека.
Године 2005. часопис Time уврстио је роман у свој „100 најбољих романа на енглеском језику од 1923. до 2005. године“. Године 2009. The Daily Telegraph из Уједињеног Краљевства укључио је роман у своје „100 романа које свако треба да прочита“. Године 1999. француски лист Монд из Париза сврстао је роман на седмо место на својој листи 100 најбољих књига 20. века. У Великој Британији, наведен је на 29. месту међу „највољенијим романима нације“ у BBC-јевом истраживању из 2003. године.

### Цензурисање
Роман се суочио са великом количином контроверзи од објављивања.
Године 1939. књига је забрањена у Канзас Ситију, Мисури и округу Керн у Калифорнији. Такође је спаљена од стране Јавне библиотеке у Источном Сент Луису у Илиноису и забрањена јој је јавна библиотека у Бафалу у Њујорку.
Године 1953. књига је забрањена у Ирској.
Године 1973. књига је, уз књигу Ернеста Хемингвеја За ким звоно звони, била суочена са даљим контроверзама у Турској јер је књига укључивала „пропаганду неповољну по државу“. Дана 21. фебруара те године, једанаест турских издавача књига и осам продаваца књига „ суђено им је пред истанбулским трибуналом по оптужбама за објављивање, поседовање и продају књига кршећи наредбу истанбулске команде за ванредно стање. Суочени су са могућим казнама од једног до шест месеци затвора... и одузимање њихових књига.“
Контроверзни статус књиге наставио се и 1980-их. Године 1980. књига је забрањена у средњој школи у Ајови, а оспоравана је у Вернону, школском округу Њујорка. Следеће године, професори енглеског у средњој школи у Ричфорду, Вермонт, захтевали су од ученика да прочитају књигу. Она је оспорена „због језика у књизи и приказа бившег министра који прича како је искористио младу жену.“ Године 1982, књига је забрањена у Морису у Манитоби и уклоњена из две школске библиотеке у Анистону. У Алабами књига је враћена у библиотеке на рестриктивној основи. Године 1986. књига је изабрана као изборни задатак за читање у средњој школи Камингс у Бурлингтону, Северна Каролина. Родитељ је оспорио задатак јер је „књига пуна прљавштине: "Мој син се одгаја у хришћанском дому и ова књига узалуд узима име Господње и у себи има све врсте вулгарности.“ Родитељ је разговарао са родитељима али није уложио званичну жалбу школи. Исте године, књига је оспоравана у школском систему округа Мур у Картагини, Северна Каролина, због тога што се у књигама користи израз „Проклетство“.
Књига је била оспоравана још два пута током 1990-их, прво у школама у Гринвилу у Јужној Каролини 1991. године, а затим на часовима средње школе у Тенесију, 1993. године. Наведени разлог за изазов из 1991. био је језик књиге (тј. коришћење имена Бога и Исуса на „испразни и профан начин“), као и сексуални садржај.

## Сличности са романом Саноре Баб
Након објављивања Саноре Баб Чија су имена непозната 2004. године, неки научници су приметили снажне паралеле између тог дела — белешки за које се верује да их је Стајнбек испитивао — и Плодова гнева.
Пишући критику романа, Мајкл Ј. Мејер је приметио бројне „очигледне сличности“ између два романа „које ће чак и површно читање открити“, као што је Санорин извештај о две мртворођене бебе, који се огледа у Стајнбековом опису Роузине бебе . Између осталих сцена и тема које се понављају у обе књиге: подлост банака, корпорација и радњи компанија које наплаћују превисоке цене; одбацивање религије и прихватање музике као средства за очување наде; описи плодности природе и пољопривреде и контраста са осиромашењем миграната; и разлика између оних који су вољни да пруже помоћ мигрантима и других који сматрају "Окији" подљудским. Мејер, Стајнбеков библиограф, престаје да означава ове паралеле као плагијат, али закључује да би „Стајнбековим сколарима било добро да читају Баб — само да би сами видели одјеке Плодова гнева којима обилује њена проза“.
Давид М. Вробел написао је да „прича о Џону Стајнбеку/Санори Баб звучи као класично разграбање: прослављени калифорнијски аутор краде материјал непознатог писца из Оклахоме, што је резултирало његовим финансијским успехом и њеним неуспехом да објави свој рад ...Стајнбек је упијао теренске информације из многих извора, првенствено Тома Колинса и Ерика Х. Томсена, регионалног директора програма савезних мигрантских кампова у Калифорнији, који је пратио Стајнбека у мисијама милосрђа... ако је Стајнбек читао њене опсежне белешке једнако пажљиво као урадио је Колинсове извештаје, сигурно би их сматрао корисним. Његова интеракција са Колинсом и Томсеном — и њихов утицај на писање Плодова гнева — је документован јер је Стајнбек признао и једно и друго. Санора Баб је остала непоменута."
Карла Домингез је описала Санору Баб као „разорену и огорчену“ што је Random House отказао објављивање њеног сопственог романа након што је Плодови гнева објављен 1939. Јасно је, написала је, да „Санорина препричавања, интеракције и размишљања јесу оно што је Стејнбек тајно читао и присвојио. Баб је накратко и случајно срела Стајнбека на пулту за ручак, али никада није помислила да је он читао њене белешке јер то није споменуо." Када је Бабин роман коначно објављен 2004. године, изјавила је да је бољи писац од Стајнбека. „Његова књига“, рекао је Баб, „није тако реалистична као моја.“

## Адаптација
Књига је брзо претворена у чувени истоимени холивудски филм из 1940. године у режији Џона Форда и са Хенријем Фондом у улози Тома Џоуда. Први део филмске верзије прилично тачно прати књигу. Међутим, друга половина и крај, посебно, значајно се разликују од књиге. Џон Спрингер рекао је о Хенрију Фонди и његовој улози у Плодовима гнева: „Велики амерички роман постао је један од ретких трајних великих америчких филмова.“
Документарни филм American: The Bill Hicks Story (2009) открио је да је Плодови гнева омиљени роман комичара Била Хикса. Своје чувене последње речи засновао је на завршном говору Тома Џоуда: „Отишао сам у љубави, у смеху и истини, и где год да су истина, љубав и смех, ту сам у духу.“
У јулу 2013. Стивен Спилберг је најавио своје планове да режира римејк филма.
Јапанска анимирана серија Bungo Stray Dogs приказује лик заснован на Стајнбеку чија је супермоћ названа "Плодови гнева".